# Atesta sparsa
Atesta sparsa är en skalbaggsart som först beskrevs av Blackburn 1892.  Atesta sparsa ingår i släktet Atesta och familjen långhorningar. Inga underarter finns listade.